# Merkel (vapen)

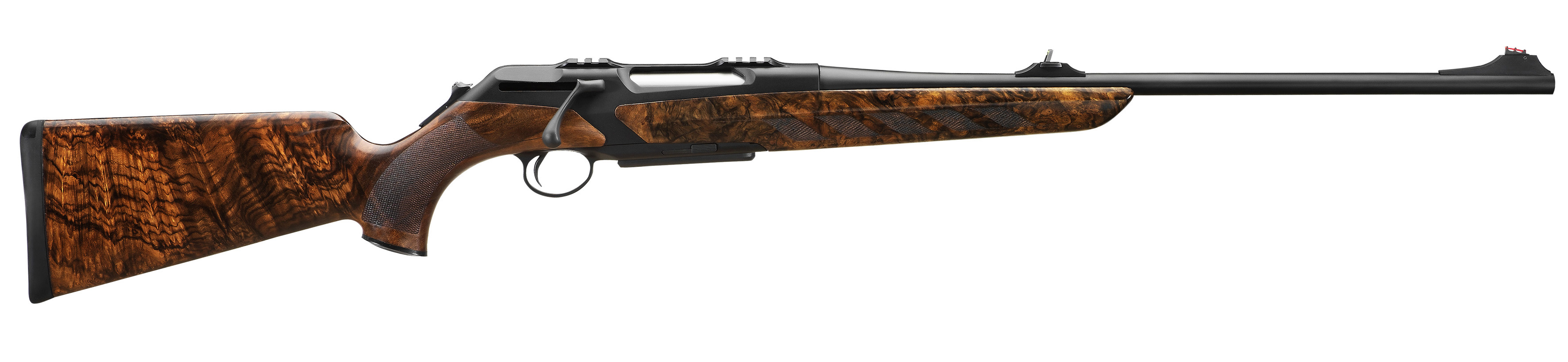
Merkel RX Helix (studsare)

Merkel (Merkel Jagd- und Sportwaffen GmbH) är en tillverkare av skjutvapen grundad av de tre bröderna Albert Oskar, Gebhard och Karl Paul Merkel i Suhl, Thüringen, Tyskland 1898.